# Hans Eklund (tonsättare)
Hans Oskar Eklund, född 1 juli 1927 i Sandviken, död den 8 mars 1999 i Stockholm, var en svensk tonsättare. Eklund invaldes 1975 som ledamot av Kungliga Musikaliska Akademien.
Eklund studerade komposition under Lars-Erik Larsson och Ernst Pepping och fick sitt genombrott med ett beställningsverk för dåvarande Radioorkestern, Musik för orkester (1959). Sina stilideal hämtade han framför allt hos Paul Hindemith och inspirationen ofta från naturupplevelser som Bocetos espagnoles (1961) och Sinfonia rustica (1968). Eklund är begravd på Hässelby begravningsplats.

## Priser och utmärkelser
- 1960 – Mindre Christ Johnson-priset för Musik för orkester
- 1975 – Ledamot nr 802 av Kungliga Musikaliska Akademien
- 1984 – Atterbergpriset
- 1985 – Litteris et Artibus
- 1989 – Stora Christ Johnson-priset för Symfoni nr 6 (Sinfonia senza speranza per orchestra)
- 1997 – Hugo Alfvénpriset

## Diskografi (urval)
- Hans Eklund: Stråkkvartett nr 3. Norrköpingskvartetten. Swedish Society Discofil SLT. Svensk mediedatabas. LP C70-0203/CD SCD 1038.
- Eklund, Hans m. fl., Dikt och musik. Caprice 1974. Svensk mediedatabas LP DC74-0021.
- Eklund Hans, Requiem. Norrköpings symfoniorkester. Storkyrkans kör, Stockholms motettkör. STIM. Svensk mediedatabas CD CD99-0645, LP C84-1016.
- Eklund, Hans, Sånger av stål. En kantat till Sandvikens Jernverks 100-årsjubileum 1962. Producent: Sandvikens orkesterförening. LP.
- Eklund, Hans, Symfoni nr 6. Stockholms filharmoniska orkester, dir. Yuri Ahronovitch. Swedish Society Discofil SLT 33270.